# Niño Planeta
Niño Planeta es una banda de rock proveniente de Cabo Rojo, Puerto Rico formada en el año 2000.

## Historia
Formada en el año 2000 por el exbaterista de las bandas Nirvana de PR, Cat Zapphire & Materia Prima, Ernesto Padilla.  Padilla veterano de la escena musical puertorriqueña, agregó al exintegrante de la banda Sol D'Menta Ricardo Díaz (también conocido como Ricky), al exguitarrista de La Pinta Josué Díaz, al integrante de Kama Project, al bajista Humberto Cruz, y al guitarrista Alcides Muñiz.
Niño Planeta debutó con el lanzamiento de un álbum homónimo publicado por VozFutura Records en febrero del 2001 y siguió rápidamente con el lanzamiento en noviembre del 2002 de "Niño Planeta 2.0". Los álbumes fueron grabados y producidos por Mike Rorick en Select Sound Studios en Buffalo, Nueva York. El tema "A fuego lento" fue su tema más popular escalando la cima de la lista de éxitos de Cosmos 94 en la primavera del 2002, incluso colocaron un par de éxitos en la radio latina en los EE. UU. como en ciudades de Arizona, Texas, Nueva York, Florida, Chicago, Illinois y California.
Después de una carrera positiva en el período 2002-2003, hicieron una gira en California y Arizona; Ricky y Josué se apartaron de la banda por diferencias musicales, pero volvieron al estudio en 2004 de nuevo bajo las alas de Mike Rorick para grabar"No Hay Vuelta Atrás" con Danny FratiCelli en la voz. Con la esperanza de llegar a los mercados internacionales, que rompieron con el éxito "La Mentira", gracias a MTV. El álbum fue un lanzamiento mundial a través de Universal Music Latino.  El segundo tema de promoción "Aerosol" gozo de buena aceptación en la radio estadounidense, tema grabado junto a Luis "Squeef" Yordan de la banda Slimy Nuggetz.  Luego la gira de promoción para "No Hay Vuelta Atrás" la banda decide tomarse un descanso a finales del 2005 y Danny FratiCelli abandona la banda para seguir su carrera como solista.
En el 2006 la disquera Ole Music le solicita un tema a la banda para el compilado de rock latino "Rocka & Rollo" y para esta grabación retornaron dos fundadores, los hermanos Ricky y Josué Díaz, junto con Heriberto Santiago en el bajo y Gabriel Quintana en los teclados quien fueron nuevos en la alineación grabando el tema "Recuerdos". Con esta alineación se lanzaron a grabar su cuarto álbum de estudio "Rebirth", lanzado en enero del 2007 bajo el sello independiente VozFutura.   Justo antes de su lanzamiento Heriberto Santiago abandona la banda para trasladarse a los Estados Unidos y Humberto "Kama" Cruz regresa al grupo para formar parte de la gira Rebirth.
Luego del periodo de promoción de Rebirth la banda grabó la canción La Mancha para el álbum tributo a La Mancha del Jardín en el 2008 y publicó una recopilación de canciones como "Que Seas feliz...Grandes Éxitos" en el 2009 donde se destaca un tema in-edito titulado "Soledad".
Durante los años 2010 - 2017 luego de un periodo de inactividad tocando solo un puñado de shows a través de los últimos años la banda comenzó la preproducción de su quinto álbum, aun sin nombre. En diciembre del 2017 relanzaron el álbum Rebirth incluyendo dos temas sin publicar de las grabaciones originales de Rebirth, "Por Siempre" y "Promesas" etiquetando el álbum como "Rebirth Vol. 2".  A principios de 2018 se lanza el tema Sueño Contigo pero una versión remezclada como sencillo de promoción.
En octubre del 2018 lanzaron el sencillo "Ya Se Quien Eres Tu", su primer material inédito en casi diez años grabado en Highway Studios en Arecibo, PR bajo la tutela de Alexis Pérez.  La experiencia con Alexis fue tan creativa y enriquecedora que la banda continuó grabando y lanzando temas bajo la coproducción de Alexis en su estudio de Arecibo.  Los sencillos "Piel", "#yonomedejo" y "Quema Ropa" fueron lanzados consecutivamente escalando las listas de popularidad en varias emisoras de radio de Latinoamérica y Puerto Rico, llegando los tres temas a la posición #1 por varias semanas en AZ Rock. 
En el 2022 la banda oriunda del oeste de Puerto Rico se presta a lanzar “Seducción” como sencillo de promoción de antesala al lanzamiento de #NP20, que será una recopilación de éxitos de los más de 20 años de carrera de la banda. Ricky Diaz, vocalista, nos comenta: “La pandemia nos ha trastocado a todos, no solo en nuestra vida personal pero también como profesionales y compositores.  “Seducción” es el resultado de esta nueva forma de ver a nuestro mundo alrededor.”  Humberto “Kama” Cruz, bajista añade: “No hay límites, no hay barreras a lo que podemos hacer y en qué dirección vamos hacia el futuro.”   
"Seducción” recoge las diferentes facetas musicales de todos los integrantes, con una fusión explosiva de estilos y se mantiene fiel a las influencias más importantes de Humberto “Kama” Cruz compositor principal de la pieza.

## Integrantes

### Formación actual
- Ricky Diaz - Voz (2000-2003, 2005-presente)
- Alcides Muñiz - Guitarra (2000-presente)
- Humberto Cruz - Bajo (2000-presente)
- Ernesto Padilla - Batería (2000-presente)
- Josue Diaz - Guitarra (2001-2003, 2005-2008, 2018-presente)

#### Otros
- Danny FratiCelli - Voz (2003-2005)
- Gabriel Quintana - Teclados (2005-2009)
- Heriberto Santiago - Bajo (2005-2006)
- Daniel Rosa - Guitarra (2009)
- Fernan Ufret - Guitarra (2009)
- Jose Linares Abreu - Batería Invitado (2018-presente)

## Discografía

### Estudio
- Niño Planeta (2001 VozFutura Records)
- 2.0  (2002 VozFutura Records)
- No Hay Vuelta Atrás  (2004 Universal Music / Pina Records)
- Rebirth  (2007 VozFutura Records)
- Rebirth Vol. 2 (2017 VozFutura Records)
- Soledad (Sencillo, 2018 VozFutura Records)
- Sueño Contigo 2018 Remix (Sencillo, 2018 VozFutura Records)
- Ya sé quién eres tú (Sencillo, 2018 VozFutura Records)
- Piel (Sencillo, 2019 VozFutura Records)
- #yonomedejo (Sencillo, 2020 VozFutura Records)
- Quema Ropa (Sencillo, 2020 VozFutura Records)
- AZ Acústico (EP, 2021 VozFutura Records)
- Seducción (Sencillo, 2022 VozFutura Records)

### Recopilaciones
- Que Seas Feliz...Grandes Éxitos  (2009 VozFutura Music Group)
- 10 (2010 VozFutura Music Group)

### Compilaciones
- Rocka & Rollo (2006 Ole Music / Warner Latino)
- Tributo a La Mancha del Jardín (2008 AtrumOrbis)
- Mundo Pop 2: Lo Mejor Del Rock Independiente (2009 MundoPop)